# Богословская ТЭЦ
Богословская ТЭЦ (БТЭЦ) — тепловая электростанция (теплоэлектроцентраль), расположенная в городе Краснотурьинске Свердловской области России. Входит в состав Богословского алюминиевого завода (Группа Русал), ранее — Свердловского филиала ПАО «Т Плюс».
Богословская ТЭЦ (по состоянию на начало 2016 года) поставляет электрическую энергию и мощность на розничный рынок электрической энергии и мощности. Является основным источником тепловой энергии для системы централизованного теплоснабжения Краснотурьинска и градообразующего предприятия — Богословского алюминиевого завода, к территории которого примыкает ТЭЦ. Установленная электрическая мощность — 135,5 МВт, тепловая — 995 Гкал/час.

## История
Строительство Богословской ТЭЦ началось в 1941 году и велось в годы Великой Отечественной войны для электроснабжения нового Богословского алюминиевого завода (БАЗа). Стройка электролизного цеха, глинозёмного цеха и ТЭЦ мощностью 75 МВт для будущего завода была возложена на ГУЛАГ НКВД и велась под единым управлением строительства Богословского алюминиевого завода и Богословлага, находившемся на станции Бокситы железной дороги им. Кагановича.
Площадка строительства была утверждена близи посёлка Турьинские рудники, будущего города Краснотурьинск, где в 1931 году было открыто месторождение бокситов. В качестве оборудования использовалось оборудование, эвакуированное с Волховского и Тихвинского заводов. Для обеспечения потребности в воде была перегорожена река Турья.
Первый турбогенератор типа АК-50 и котлоагрегат ЛМЗ были введены в эксплуатацию 28 сентября 1944 года. Первый металл был выплавлен в День Победы — 9 мая 1945 года.
В 1951 году ТЭЦ была синхронизирована с энергосистемой Урала по линиям электропередач 110 кВ через Серовскую подстанцию.
До 1955 года ТЭЦ входила в состав алюминиевого завода в качестве одного из его цехов, затем — структурно отделена от завода и передана в систему «Свердловэнерго» Министерства энергетики и электрификации СССР.
В 1956 году был введён последний по счёту котлоагрегат № 12, в 1960 году — последний турбоагрегат.
Богословская ТЭЦ вышла на проектную мощность.
В ходе реформы РАО ЕЭС России Богословская ТЭЦ вошла в состав ТГК-9, позднее присоединённой к ОАО «Волжская ТГК» (ныне — ПАО «Т Плюс»). В конце 2013 года Богословская ТЭЦ была выкуплена компанией Русал. Сделка позволила воссоздать единый производственный комплекс Уральского алюминиевого завода и сократить расходы энергоёмкого глинозёмного производства на покупку электроэнергии, с 2016 года Боголословская ТЭЦ покинула оптовый рынок электрической энергии и мощности и начала прямые продажи электрической энергии алюминиевому заводу.

### Мемориал строителям ТЭЦ
В 1995 году на плотине Краснотурьинского водохранилища был открыт мемориал «трудармейцам, строителям БАЗа и БТЭЦ», погибшим при строительстве Богословского алюминиевого завода и Богословской ТЭЦ. Памятник оформлен как некрополь с общим крестом и могильными табличками с именами 3461 погибших на немецком и русском языках.

### Проект Новобогословской ТЭЦ
Оборудование Богословской ТЭЦ выработало свой ресурс, для замещения энергоисточника и покрытия дефицита Серово-Богословского энергоузла планировалось по соседству с промплощадкой БАЗ построить новую теплоэлектроцентраль. В 2011 году строительство одного блока ПГУ на Новобогословской ТЭЦ единичной мощностью 230 МВт с обязательством по вводу в эксплуатацию в конце 2014 года было включено в перечень генерирующих объектов, с использованием которых будет осуществляться поставка мощности по договорам о предоставлении мощности (ДПМ), гарантирующим инвесторам возврат вложенных инвестиций. Позднее, в 2015 году было принято решение перенести строительство на Казанскую ТЭЦ-2.

## Современное положение
Богословская ТЭЦ функционирует синхронно с энергосистемой Свердловской области, которая работает в составе объединенной энергосистемы Урала ЕЭС России. Станция расположена в Серово-Богословском энергоузле региона. Установленная электрическая мощность Богословской ТЭЦ на начало 2015 года составляет 135,5 МВт или 1,4 % от общей мощности электростанций региона.
Богословская ТЭЦ работает в режиме комбинированной выработки электрической и тепловой энергии и является основным источником тепловой энергии для системы централизованного теплоснабжения города. Установленная тепловая мощность станции на начало 2015 года — 995 Гкал/ч, подключённая нагрузка в 2013 году — 577 Гкал/ч. Основной объём тепла отпускается в паре. Богословская ТЭЦ покрывает 94,5 % тепловых нагрузок города, снабжает паром Богословский алюминиевый завод и другие предприятия города.
Тепловая схема ТЭЦ — с поперечными связями на низкое давление свежего пара. В качестве основного топлива используется свердловский уголь с подсветкой газом, резервное топливо — магистральный природный газ. Уголь поставляется с Волчанского буроугольного бассейна[прояснить]. Богословская ТЭЦ является одной из наименее экономичных электростанций региона: удельный расход условного топлива на отпуск электрической энергии достигает 576 г у.т. на  кВт⋅ч.

## Перечень основного оборудования
| Агрегат                              | Тип            | Изготовитель                                     | Количество | Ввод в эксплуатацию | Основные характеристики | Основные характеристики | Источники    |
| Агрегат                              | Тип            | Изготовитель                                     | Количество | Ввод в эксплуатацию | Параметр                | Значение                | Источники    |
| ------------------------------------ | -------------- | ------------------------------------------------ | ---------- | ------------------- | ----------------------- | ----------------------- | ------------ |
| Оборудование паротурбинных установок |                |                                                  |            |                     |                         |                         |              |
| Паровой котёл                        | 3-х барабанный | Ленинградский металлический завод                | 3          | 1944—1946 гг.       | Топливо                 | газ, уголь              | [ 9 ]        |
| Паровой котёл                        | 3-х барабанный | Ленинградский металлический завод                | 3          | 1944—1946 гг.       | Производительность      | 200 т/ч                 | [ 9 ]        |
| Паровой котёл                        | 3-х барабанный | Ленинградский металлический завод                | 3          | 1944—1946 гг.       | Параметры пара          | 30 кгс/см2, 420 °С      | [ 9 ]        |
| Паровой котёл                        | 3-х барабанный | Иностранная фирма                                | 3          | 1948—1949 гг.       | Топливо                 | газ, уголь              | [ 9 ]        |
| Паровой котёл                        | 3-х барабанный | Иностранная фирма                                | 3          | 1948—1949 гг.       | Производительность      | 200 т/ч                 | [ 9 ]        |
| Паровой котёл                        | 3-х барабанный | Иностранная фирма                                | 3          | 1948—1949 гг.       | Параметры пара          | 30 кгс/см2, 420 °С      | [ 9 ]        |
| Паровой котёл                        | ТП-200-1       | Таганрогский котельный завод «Красный котельщик» | 6          | 1950—1956 гг.       | Топливо                 | газ, уголь              | [ 9 ]        |
| Паровой котёл                        | ТП-200-1       | Таганрогский котельный завод «Красный котельщик» | 6          | 1950—1956 гг.       | Производительность      | 200 т/ч                 | [ 9 ]        |
| Паровой котёл                        | ТП-200-1       | Таганрогский котельный завод «Красный котельщик» | 6          | 1950—1956 гг.       | Параметры пара          | 30 кгс/см2, 420 °С      | [ 9 ]        |
| Паровая турбина                      | Р-20-29/7      | —                                                | 2          | 1944—1945 гг.       | Установленная мощность  | 20 МВт                  | [ 9 ] [ 10 ] |
| Паровая турбина                      | Р-20-29/7      | —                                                | 2          | 1944—1945 гг.       | Тепловая нагрузка       | — Гкал/ч                | [ 9 ] [ 10 ] |
| Паровая турбина                      | Р-10-29/7      | —                                                | 1          | 1948 г.             | Установленная мощность  | 10 МВт                  | [ 9 ] [ 10 ] |
| Паровая турбина                      | Р-10-29/7      | —                                                | 1          | 1948 г.             | Тепловая нагрузка       | — Гкал/ч                | [ 9 ] [ 10 ] |
| Паровая турбина                      | Т-33-31,5      | —                                                | 1          | 1952 г.             | Установленная мощность  | 33 МВт                  | [ 9 ] [ 10 ] |
| Паровая турбина                      | Т-33-31,5      | —                                                | 1          | 1952 г.             | Тепловая нагрузка       | — Гкал/ч                | [ 9 ] [ 10 ] |
| Паровая турбина                      | Р-41-31,5/1,7  | —                                                | 1          | 1953 г.             | Установленная мощность  | 41 МВт                  | [ 9 ] [ 10 ] |
| Паровая турбина                      | Р-41-31,5/1,7  | —                                                | 1          | 1953 г.             | Тепловая нагрузка       | — Гкал/ч                | [ 9 ] [ 10 ] |
| Паровая турбина                      | Р-6-31,5/7     | —                                                | 1          | 1955 г.             | Установленная мощность  | 6 МВт                   | [ 9 ] [ 10 ] |
| Паровая турбина                      | Р-6-31,5/7     | —                                                | 1          | 1955 г.             | Тепловая нагрузка       | — Гкал/ч                | [ 9 ] [ 10 ] |
| Паровая турбина                      | Р-5,5-31,5/7   | —                                                | 1          | 1959 г.             | Установленная мощность  | 5,5 МВт                 | [ 9 ] [ 10 ] |
| Паровая турбина                      | Р-5,5-31,5/7   | —                                                | 1          | 1959 г.             | Тепловая нагрузка       | — Гкал/ч                | [ 9 ] [ 10 ] |